# 六軸棋
六軸棋，當地稱六軸或六路，是流傳於安徽宿州市一帶的兩人傳統棋類。有兩種下法，一種雷同六州棋，以下介紹第二種。

## 棋具
- 棋盤為六橫六豎的橫縱線交叉，組成共三十六個棋點。

- 棋子每方十八枚，以顏色區分敵我。

## 規則
- 棋子皆放在棋點。

- 对弈过程分三階段。
  - 放子：对弈双方依次将己子放入空棋點，將手上的棋子放完進入下一階段。
  - 逼子：兩人各選一枚敵子移出遊戲，然後開始走棋。
  - 走子：由後手方開始輪流移動己棋，沿縱橫線一格。當己方無棋可走，就須移除一枚己棋。

- 當一方棋子先剩下六枚，另一方獲勝[1]。